# Chaoilta intrudens
Chaoilta intrudens är en stekelart som först beskrevs av Smith 1858.  Chaoilta intrudens ingår i släktet Chaoilta och familjen bracksteklar. Utöver nominatformen finns också underarten C. i. nigriscapis.